# جهد مورس بعيد المدى
جهد مورس بعيد المدى(جهد ملر) هو نموذج تفاعل بين ذري للطاقة الكامنة لجزيء ثنائي الذرة.
نظرا لبساطة جهد مورس العادي (لديه ثلاثة بارامترات قابلة للتعديل فقط)، فقابليته محدودة جداً للتطبيق في التحليل الطيفي الحديث.
جهد ملر هو نسخة حديثة من جهد مورس تتضمن تلقائياً النموذج النظري الصحيح للجهد بعيد المدى. لقد أصبح أداة مهمة لعلماء التحليل الطيفي لتمثيل البيانات التجريبية والتحقق من القياسات وتقديم التوقعات.
إنه مفيد لقدرته على الاستكمال الخارجي عندما تكون البيانات الخاصة بمناطق معينة من الجهد مفقودة، ولقدرته على التنبؤ بالطاقات بدقة غالباً ما تكون أفضل من تقنيات حسابات المبدأ الأساسي الأكثر تعقيداً، وقدرته على تحديد قيم تجريبية دقيقة للبارامترات الفيزيائية مثل طاقة التفكك وطول رابطة التوازن والثوابت بعيدة المدى.وتشمل الحالات ذات الأهمية الخاصة ما يلي:
1. الحالة c لثنائي الليثيوم (Li2): حيث تمكن جهد ملر بنجاح من سد فجوة تزيد عن 5000 (cm−1) في البيانات التجريبية.[2] وبعد ذلك بعامين، وجد أن جهد ملر كان قادراً على التنبؤ بنجاح بالطاقات الموجودة في منتصف هذه الفجوة، بشكل صحيح في حدود حوالي 1 (cm−1).[3] وكانت دقة هذه التنبؤات أفضل بكثير من تقنيات حسابات المبدأ الأساسي الأكثر تعقيداً آنذاك.[4]
2. الحالة A ل (Li2): حيث أوجد لي روي واخرون [1] جهد ملر الذي حدد قيمة C3 لليثيوم الذري بدقة أعلى من تلك المقاسة باستعمال أي قوة متذبذب ذري سابقاً، بمقدار عشرة أضعاف.[5] ترتبط قوة متذبذب الليثيوم هذه بالعمر الإشعاعي لليثيوم الذري وتستخدم كمعيار للساعات الذرية وقياسات الثوابت الأساسية.
3. الحالة a لمركب الليثيوم - البوتاسيوم (1:1) KLi: حيث اُسْتُخْدِم جهد ملر لبناء جهد عالمي تحليلي بنجاح على الرغم من وجود كمية صغيرة فقط من المستويات التي لوحظت بالقرب من أعلى مستوى للجهد.[6]

## الأصول التاريخية
يعتمد جهد ملر على جهد مورس الكلاسيكي الذي قُدم لأول مرة في عام 1929 من قبل فيليب إم مورس. وقد قُدمت صيغة أولية من جهد ملر لأول مرة في عام 2006 من قبل روبرت ج. لي روي وزملاؤه لإجراء دراسة حول ثنائي النيتروجين N2. اُسْتُخْدِمت هذه الصيغة الأولية لدراسة ثنائي الكالسيوم Ca2،  وKLi،  وMgH،، قبل تقديم صيغة مُحدثة في عام 2009. وقُدم تحديث آخر لجهد ملر وأُشير إليه باسم جهد ملر3 في دراسة أجريت عام 2010 على ثنائي السيزيوم Cs2،  ومنذ ذلك الحين اُسْتُخْدِم هذا الجهد لدراسة جزيئات HF، و HCl، و HBr، وHI.

## الدالة
تُعطى دالة جهد مورس بعيد المدى بالصيغة التالية:{\displaystyle V(r)={\mathfrak {D}}_{e}\left(1-{\frac {u(r)}{u(r_{e})}}e^{-\beta (r)y_{p}^{r_{\rm {eq}}}(r)}\right)^{2}}ولقيم {\textstyle r} الكبيرة {\displaystyle V(r)\simeq {\mathfrak {D}}_{e}-u(r)+{\frac {u(r)^{2}}{4{\mathfrak {D}}_{e}}},}لذا تُعَرَّف {\displaystyle u(r)} وفقاً للسلوك بعيد المدى الصحيح نظرياً المتوقع للتفاعل بين الذرات. {\textstyle {\mathfrak {D}}_{e}} هو عمق الجهد عند التوازن. هذا الشكل بعيد المدى لنموذج ملر مضمون لأن وسيطة الأس تعرف بحيث أن لها سلوك بعيد المدى:{\displaystyle \beta (r)y_{p}^{r_{\rm {ref}}}(r)\simeq \beta _{\infty }=\ln \left({\frac {2{\mathfrak {D}}_{e}}{u(r_{e})}}\right),}حيث {\textstyle r_{e}} هو طول رابطة التوازن. هناك عدة طرق يمكن من خلالها تحقيق هذا السلوك بعيد المدى، وأكثرها شيوعاً هو جعل {\displaystyle \beta (r)} كثيرة حدود مقيدة لتصبح {\textstyle \beta _{\infty }} على المدى البعيد:{\displaystyle \beta (r)=\left(1-y_{p}^{r_{\textrm {ref}}}(r)\right)\sum _{i=0}^{N_{\beta }}\beta _{i}y_{q}^{r_{\textrm {ref}}}(r)^{i}+y_{p}^{r_{\textrm {ref}}}(r)\beta _{\infty },}{\displaystyle y_{n}^{r_{x}}(r)={\frac {r^{n}-r_{x}^{n}}{r^{n}+r_{x}^{n}}},}حيث n عدد صحيح أكبر من 1، و تُحدد قيمتة بالنموذج المختار للجهد البعيد المدى {\displaystyle u_{\text{LR}}(r)}. ومن الواضح ملاحظة أن:{\displaystyle \lim _{r\to \infty }\beta (r)=\beta _{\infty }.}

## التطبيقات
نجح جهد ملر في تلخيص جميع البيانات الطيفية التجريبية (و/أو بيانات الترابط لعدد من الجزيئات ثنائية الذرة، بما في ذلك:
N2 وCa2 وKLi وMgH وعدة حالات إلكترونية لLi2 وCs2 وSr2 وArXe وLiCa وLiNa وBr2 وMg2 وHF وHCl وHBr وHI وMgD وBe2 وBeH وNaH. تُستخدم نماذج أكثر تطورا للجزيئات متعددة الذرات.
لقد أصبح من المعتاد أيضاً توفيق نقاط حساب المبدأ الأساسي مع جهد ملر، لايجاد جهد مبدأ أساسي تحليلي كامل والاستفادة من قدرة جهد ملر على دمج السلوك الصحيح المعروف نظرياً على المدى القصير والبعيد في الجهد (الأخير عادة ما تكون دقة حسابه أعلى من دقة حساب نقاط المبدأ الأساسي الجزيئية نفسها لأنها تعتمد على حسابات المبدأ الأساسي الذرية بدلاً من الحسابات الجزيئية، ولأن السمات الفيزيائية مثل الاقتران اللفي المداري التي يصعب دمجها في حسابات المبدأ الأساسي الجزيئية يمكن معالجتها بسهولة أكبر في الجهد البعيد المدى). اُسْتُخْدِم جهد ملر لتمثيل نقاط حساب المبدأ الأساسي لـ KLi  وKBe.

## أنظر أيضا
- ثنائي الليثيوم
- جهد مورس
- جهد لينارد جونز